# Martha Layne Collins
Martha Layne Collins, nata Hall (Bagdad, 7 dicembre 1936), è una politica statunitense, governatrice del Kentucky dal 1983 al 1987.

## Biografia
Figlia di Everett Hall e Mary Taylor, Martha frequentò l'Università del Kentucky e successivamente sposò il dentista Bill Collins. La coppia ebbe due figli, Steve e Marla. Martha lavorò come insegnante di scuola superiore in alcuni istituti del Kentucky.

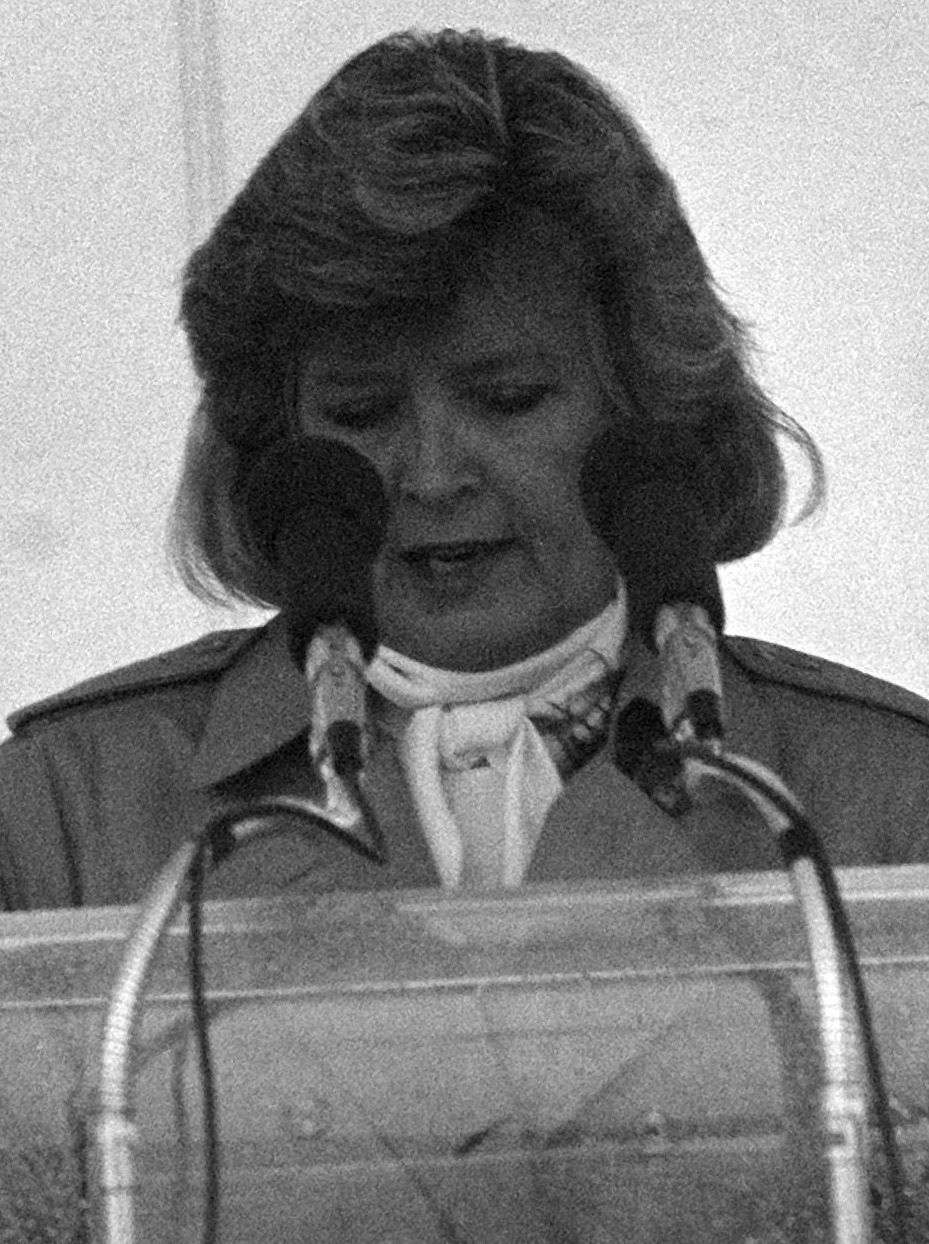
Martha Layne Collins tiene un discorso pubblico nel 1986

Impegnata nell'associazionismo, venne notata dall'allora membro del Senato del Kentucky Walter Dee Huddleston, che le chiese di coordinare nel suo distretto congressuale la campagna elettorale per l'elezione di Wendell Ford alla carica di governatore. Dopo la vittoria, Ford nominò la signora Collins come rappresentante del Kentucky all'interno del Comitato nazionale democratico. L'anno seguente, Martha Layne Collins fu attiva nella campagna elettorale di Huddleston per il Senato degli Stati Uniti d'America.
Nel 1975, si candidò come esponente del Partito Democratico per la carica di cancelliera della Corte d'Appello del Kentucky e venne eletta. Nel 1977, l'allora governatore Julian Carroll la nominò direttore esecutivo della sede locale dell'organizzazione non profit Friendship Force International.
Nel 1979 fu la candidata democratica per la carica di vicegovernatore del Kentucky. Nelle elezioni generali sconfisse con ampio margine il repubblicano Hal Rogers. Durante il suo mandato, Martha Layne Collins sostituì spesso il governatore John Y. Brown Jr. in eventi pubblici formali e cerimonie, visitando tutte le 120 contee del Kentucky. Poiché Brown era spesso fuori dallo Stato, la signora Collins fu governatrice ad interim per oltre 500 giorni nei suoi quattro anni da vicegovernatrice. Tra le sue funzioni vi fu anche quella di presiedere il Senato statale, ottenendo approvazione bipartisan per via della sua imparzialità e della sua conoscenza del diritto parlamentare.
Verso il finire del suo mandato, annunciò la propria intenzione di candidarsi alla carica di governatore del Kentucky. Pur ottenendo il sostegno di molti leader di partito per le primarie, non ebbe quello del governatore Brown, che appoggiò pubblicamente l'avversario Grady Stumbo. Nonostante ciò, Martha Collins riuscì a vincere le primarie e divenne la candidata ufficiale del partito. Il suo avversario repubblicano fu Jim Bunning, che non riuscì ad approfittare delle debolezze della rivale: la signora Collins, infatti non era riuscita a conquistare il supporto della National Organization of Women per via del suo tiepido appoggio all'Equal Rights Amendment e per la sua contrarietà all'aborto eccetto in caso di stupro, incesto o pericolo di morte per la madre. Martha Layne Collins prevalse su Bunning di quasi centoventimila voti, divenendo la prima donna ad essere eletta governatrice del Kentucky.
Nei suoi primi mesi di mandato, fu particolarmente impegnata nello stanziamento di fondi a favore dell'istruzione. Nel suo progetto, il denaro doveva essere ricavato tramite un aumento delle imposte sul reddito di chi guadagnava più di 15mila dollari all'anno, delle imposte sulle licenze societarie e delle imposte di vendita. Data l'opposizione di molti legislatori, si vide costretta a rivedere il suo pacchetto fiscale e, infine, ad accantonarlo. Altre delle proposte della sua agenda vennero realizzate con successo: tra queste si citano l'introduzione dell'asilo obbligatorio, la pedagogia speciale nelle scuole elementari, l'introduzione di test per gli insegnanti e il controllo degli istituti scolastici con tassi di rendimento bassi.
All'epoca della sua elezione, Martha Layne Collins era la donna del Partito Democratico che occupava la carica più alta in tutta la nazione. Le uniche due senatrici erano, infatti, repubblicane e non c'era nessun altra donna governatrice. Per questo motivo, fu menzionata tra le possibili candidate alla vicepresidenza degli Stati Uniti nelle elezioni del 1984. Quando Walter Mondale scelse Geraldine Ferraro, un cronista del Miami Herald sostenne che la Collins non era mai stata realmente presa in considerazione, ma soltanto inclusa in una lista di papabili.
Nel 1985 proseguì con le sue riforme a favore dell'istruzione pubblica, ottenendo un aumento degli stipendi per gli insegnanti, una riduzione delle dimensioni delle classi, un piano di equalizzazione che parificasse i finanziamenti per i distretti scolastici più poveri a quelli dei distretti più ricchi. Nello stesso anno, intraprese una serie di viaggi istituzionali in Giappone, che la portarono ad ottenere quello che fu il suo successo politico maggiore: la creazione di una fabbrica della Toyota a Georgetown, dove fu localizzato un impianto di produzione da 800 milioni di dollari. L'operazione creò molti posti di lavoro ed un imponente giro d'affari: secondo i dati dell'amministrazione, nel corso del mandato Collins vennero aperti 25 impianti automobilistici in 17 contee; secondo gli analisti, il tasso di disoccupazione ebbe un decremento dal 9,7% nell'ottobre 1983 al 7,2% nell'ottobre 1987.
In base alle leggi vigenti, non fu possibile per la signora Collins candidarsi per un secondo mandato consecutivo da governatrice. In seguito, lavorò per diversi anni nel mondo accademico. Tenne lezioni per l'Harvard Kennedy School ed ebbe incarichi direzionali in alcuni college.
Nel 1993, suo marito Bill fu incriminato con l'accusa di traffico di influenze illecite; secondo l'accusa, il dottor Collins aveva sfruttato l'immagine della moglie per ottenere denaro e finanziamenti per i suoi affari. Venne condannato a cinque anni e tre mesi di carcere; sua moglie fu chiamata a testimoniare a processo, ma non venne accusata a sua volta. Lo scandalo, tuttavia, condizionò la sua immagine pubblica e, secondo i notisti politici, le costò una nomina nell'amministrazione Clinton e la candidatura per un seggio al Senato. Bill Collins fu scarcerato nell'ottobre del 1997 e tornò a vivere con la moglie.
Martha Layne Collins continuò a lavorare nel mondo accademico e negli affari. Fu nominata Console Generale Onorario del Giappone in Kentucky, mantenendo le relazioni istituzionali intraprese nel corso del suo mandato. Nel 2001, il governatore Paul E. Patton la nominò co-presidente della Kentucky Task Force on the Economic Status of Women. Nel gennaio del 2005 divenne presidente e amministratore delegato del Kentucky World Trade Center e fu inoltre membro del consiglio di amministrazione di Kodak.
Nel 1999 le venne intitolato il Martha Layne Collins Leadership Award, un premio per le donne che ispirano e motivano altre donne attraverso la propria vita personale, comunitaria e professionale. Nel 2003 le fu intitolata un'autostrada, la Martha Layne Collins Blue Grass Parkway. Nel 2009 venne insignita dell'Ordine del Sol Levante per i suoi contributi "al rafforzamento degli scambi economici e culturali tra il Giappone e gli Stati Uniti d'America".